# Sigmarszell
Sigmarszell település Németországban, azon belül Bajorországban. Lakosainak száma 2968 fő (2023. december 31.). Sigmarszell Weißensberg és Scheidegg községekkel határos.

## Népesség
A település népessége az elmúlt években az alábbi módon változott:
| Lakosok száma | 404  | 1907 | 2082 | 2845 | 2865 | 2885 | 2884 | 2947 | 2926 | 2968 |
|               | 1875 | 1970 | 1975 | 2011 | 2013 | 2014 | 2016 | 2019 | 2021 | 2023 |